# Rei da Noite (personagem)
 O Rei da Noite é um personagem fictício da série de televisão de alta fantasia da HBO, Game of Thrones, baseado na série de romance de George R. R. Martin, As Crônicas de Gelo e Fogo. Ele é descrito como o líder e o primeiro dos Caminhantes Brancos. Foi criado há mais de 12.000 anos pelos Filhos da Floresta, durante a idade dos Primeiros Homens.
O Rei da Noite foi interpretado por Richard Brake nas temporadas 4 e 5 e depois por Vladimir Furdik nas temporadas 6 a 8.

## Descrição
Em Game of Thrones, o Rei da Noite é fisicamente distinguido dos outros Caminhantes Brancos por sua "coroa" de chifres pontudos e gelados.

## O Rei da Noite nos livros
O "Rei da Noite", como apresentado na série, não existe em As Crônicas de Gelo e Fogo. Nos romances, o título "Rei da Noite" é dado ao lendário lorde comandante da Patrulha da Noite, que supostamente se casou com uma Caminhante Branco e liderou a Patrulha da Noite para cometer atrocidades. Sobre se o personagem da série de televisão é o mesmo dos romances, Martin disse: "Quanto ao Rei da Noite (a forma que eu prefiro), nos livros ele é uma figura lendária, semelhante a Lann, o Esperto e Brandon, o Construtor, e não mais propensos a ter sobrevivido até os dias atuais do que eles têm.

## Desenvolvimento
A fim de criar o Night King, de acordo com Barrie Gower, é principalmente prótese prática, mas também incorpora alguns efeitos visuais para criar uma aparência mais gelada, dizendo sobre os olhos: "O departamento de efeitos altera os olhos na pós-produção. Eles dão a eles aquele tom azul brilhante, o que não conseguimos com as lentes de contato. "  Em relação à prótese geral, "eles adicionaram esse tipo de camada de gelo em cima dele para criar isso - é algo incrivelmente difícil de conseguir na prática, próteses são moldadas em uma borracha translúcida, que só pode te dar muito essa qualidade gelada, então os efeitos visuais ajudam a aumentar um pouco mais para dar mais dimensão ". Na quarta e quinta temporada, o Rei da Noite foi interpretado por Richard Brake, com um molde de cabeça de Brake sendo criado para moldar com precisão a prótese em seu rosto. Na sexta temporada, ele foi interpretado por Vladimir Furdik. O Exército de Caminhantes Brancos foi o primeiro a ser baleado na frente de uma tela verde na pedreira de Magheramorne, e de acordo com uma reportagem do The Hollywood Reporter "Um scan foi tirado de um drone e usado como base para um modelo CG do local, que foi aumentado com VFX e juntou-se com colinas vulcânicas que foram fotografadas na Islândia ". Replicação de multidão foi usada para criar o exército de 1.000 homens, com o supervisor de efeitos especiais Joe Bauer dizendo "É scans daqueles atores na maquiagem e figurinos, com variações que usamos para fazer um exército digital que se estende até as colinas". Bauer também notou que o VFX foi usado para criar as condições do tempo na cena, notando "É vento, neblina e atmosfera pesada que você teria em uma camada marinha. O valor dramático é dizer que algo está errado; é um mistério o que eles estão enfrentando. A temperatura cai e nossos personagens podem ver sua respiração. O tempo obscurece a visão deles. "  A El Ranchito, com sede na Espanha, uma das várias empresas de efeitos especiais usada por Game of Thrones, foi responsável pelos disparos do exército White Walker.

## Série

### 4ª Temporada
A primeira aparição do Rei da Noite é através de uma visão que Bran Stark tem. Ele experimenta uma enxurrada de imagens do passado, presente e futuro, muitas das quais ele não estava presente fisicamente. Ele não compreende o que todas essas imagens são, mas, em retrospecto, uma delas é uma imagem do Rei da Noite pegando o último dos filhos de Craster de um altar de gelo.
Depois que Rast deixa o último filho de Craster na Floresta Assombrada, um Caminhante Branco pega a criança. O Caminhante viaja para a fortaleza dos Caminhantes Brancos nas Terras de Sempre Inverno e coloca a criança num altar feito de gelo. O Rei da Noite se aproxima e coloca o dedo no menino, transformando-o em um Caminhante Branco.

### 5ª temporada
O Rei da Noite aparece novamente quando Jon Snow e Tormund Giantsbane estão coordenando a evacuação de Hardhome. Ao carregar os navios com os selvagens, Hardhome é atacado por um exército de criaturas. Enquanto assiste na defesa de Hardhome, Jon e Tormund vêem o Rei da Noite observando a batalha junto com seus generais. O Rei da Noite também observa Jon destruindo um Caminhante Branco com sua espada de aço valiriana Garralonga. Jon e seus aliados são forçados a fugir de Hardhome depois que as muralhas caem e o Exército dos Mortos começam a invadir; Enquanto navegam em segurança, eles testemunham o Rei da Noite reanimando os mortos como suas criaturas.

### 6ª temporada
O Rei da Noite aparece em uma visão sendo observada por Bran e o Corvo de Três Olhos, onde eles o testemunham como um ser humano forçosamente transformado em um Caminhante Branco pelos Filhos da Floresta, empalando-o com uma adaga de vidro de dragão. Bran subsequentemente confronta Leaf sobre a criação dos Caminhantes Brancos. Ela explica a Bran que eles estavam em guerra com os Primeiros Homens e não tinham escolha.
Mais tarde, Bran decide observar uma visão sem o Corvo de Três Olhos. Ele testemunha um enorme exército de mortos liderados pelo Rei da Noite, que o toca enquanto está na visão. Bran desperta para encontrar uma marca onde ele foi tocado, e o Corvo de Três Olhos avisa que ele deve partir, pois o Rei da Noite agora é capaz de ignorar a magia que protege o covil do Corvo de Três Olhos. O Rei da Noite e seu exército rapidamente chegam e o Rei da Noite mata o Corvo de Três Olhos, mas Bran e Meera Reed são capazes de escapar.

### 7ª temporada
O Rei da Noite aparece liderando seu exército para o sul. Através dos olhos de corvos, Bran localiza o exército do Rei da Noite Além da Muralha. Quando o Rei da Noite olha para cima, os corvos se dispersam e Bran é puxado para fora do warming. Ele pede que corvos sejam enviados pelos Sete Reinos para avisar da ameaça.
O Rei da Noite está presente quando os Mortos e os Caminhantes Brancos batalham contra Jon Snow na Wight Hunt, que viajou para Além da Muralha com Hound, Jorah, Beric, Thoros, Gendry, Tormund e vários outros Selvagens para tentar capturar uma criatura para usar de comprovação de sua existência para os nobres lordes de Westeros. Lembrando do encontro deles em Hardhome, o Rei da Noite mantém seu olhar em Jon por algum tempo. Beric Dondarrion sugere tentar matar o Rei da Noite; como eles sabem que matar um Caminhante Branco mata toda e qualquer criatura que tenha criado, então matar o Rei da Noite poderia destruir todos os monstros sob seu comando, colocando um fim na Grande Guerra antes que ela realmente comece. Jon descarta o plano, no entanto, argumentando que tentar lutar contra as criaturas para alcançar o Rei da Noite seria suicídio. Daenerys Targaryen chega e seus dragões queimam algumas das criaturas, os homens tentam evacuar Drogon, porém as criaturas continuam atacando; usando uma lança de gelo, o Rei da Noite mata o dragão Viserion. O Rei da Noite mantém seu olhar em um Jon enfurecido, que parece à beira de chamá-lo para lutar diretamente, mas um de seus generais lhe entrega outra lança. O Rei da Noite joga em Drogon, mas o dragão voa e se esquiva a tempo. Jon fica no chão para cobrir a partida dos outros, mas é puxado para a água, e os outros são forçados a fugir em Drogon. Jon emerge da água e é salvo por Benjen Stark, que dá a Jon seu cavalo para cavalgar até Atalaialeste, enquanto se sacrifica para segurar as armas. Após a batalha acabar, o Rei da Noite reanima Viserion.
O Exército dos mortos-vivos chega a Atalaialeste; o Rei da Noite aparece montado em Viserion, então já reanimado.  Cuspindo fogo azul, Viserion destrói Atalaialeste e uma parte da Muralha, permitindo que os Caminhantes Brancos e seu exército de mortos finalmente invadam os Sete Reinos enquanto o Rei da Noite voa em direção ao Norte.

### 8ª temporada
Liderados pelo Rei da Noite, os mortos rapidamente avançam para o sul e atacam a Última Lareira, casa da familía Umber, massacrando a população e acrescentando-os ao seu exército, antes de marchar para Winterfell. Bran, sabendo que o Rei da Noite planeja destruí-lo, planeja se esconder no Santuário de Winterfell como isca, com Jon e Daenerys à espreita com os dragões para emboscá-lo. No entanto, Jon e Daenerys deixam suas posições para atacar os mortos quando começam a atacar os defensores de Winterfell, e o Rei da Noite os envolve com Viserion, resultando na queda de Jon e do Rei da Noite. Daenerys tenta pôr um fim no Rei da Noite queimando-o, não percebendo que ele é imune ao fogo, e foge quando o Rei da Noite tenta matar seu dragão Drogon. Jon tenta lutar contra o Rei da Noite, mas o Rei da Noite reanima os mortos na batalha para protegê-lo. O Rei da Noite e os Caminhantes Brancos dirigem-se ao Santuário, local onde está Bran, e são confrontados por Theon Greyjoy, a quem o Rei da Noite mata. No entanto, antes que ele possa matar Bran, ele é emboscado por Arya Stark, que o destrói enfiando uma adaga feita de aço valiriano no peito do Rei da Noite. Com o Rei da Noite morto, os Caminhantes Brancos se quebram e o Exército dos Mortos desmorona.
.